# Rakoczy (herb książęcy)
Rakoczy (Rakoczy Książę) – polski herb książęcy, herb własny rodziny Rakoczych.

## Opis herbu

### Opis historyczny
Juliusz Ostrowski blazonuje herb następująco:

Na tarczy pięciodzielnej w polu I błękitnem – słońce złote, w II błękitnem – obok półksiężyca srebrnego rogami w prawo – pół orła czarnego, w III złotem – orzeł czarny z pałaszem w prawej szponie, w IV złotem – siedem wieżyczek czerwonych blankowanych z bramką: trzy, trzy i jedna u dołu, w V środkowem ściętem w polach czerwonych – w górnem – pół złotego koła barkiem do góry, w dolnem – trzy śnieżne góry srebrne. Nad tarczą korona książęca.

### Opis współczesny
Opis skonstruowany współcześnie brzmi następująco:
Na tarczy o polu pięciodzielnym; w I polu błękitnym słońce złote, w II polu błękitnym pół orła czarnego obok półksiężyca srebrnego skierowanego rogami w prawo, w III polu złotym orzeł czarny z pałaszem w prawym szponie, w IV polu złotym siedem wieżyczek czerwonych blankowanych z bramką. W V polu środkowym pół złotego koła zwróconego barkiem do góry nad trzema śnieżnymi górami srebrnymi.
Całość otacza płaszcz heraldyczny, podbity gronostajem.
Płaszcz zwieńcza mitra książęca.

## Geneza
Herb Jerzego II Rakoczego, księcia siedmiogrodzkiego, któremu sejm polski w 1656 roku przyznał indygenat i prawo szlacheckie w Polsce.

## Herbowni
Informacje na temat herbownych w artykule sporządzone zostały na podstawie wiarygodnych źródeł, zwłaszcza klasycznych i współczesnych herbarzy. Należy jednak zwrócić uwagę na częste zjawisko przypisywania rodom szlacheckim niewłaściwych herbów, szczególnie nasilone w czasie legitymacji szlachectwa przed zaborczymi heroldiami, co zostało następnie utrwalone w wydawanych kolejno herbarzach. Identyczność nazwiska nie musi oznaczać przynależności do danego rodu herbowego. Przynależność taką mogą bezspornie ustalić wyłącznie badania genealogiczne.
Pełne listy herbownych nie są dziś możliwe do odtworzenia, także ze względu na zniszczenie i zaginięcie wielu akt i dokumentów w czasie II wojny światowej (m.in. w czasie powstania warszawskiego w 1944 spłonęło ponad 90% zasobu Archiwum Głównego w Warszawie, gdzie przechowywana była większość dokumentów staropolskich). Nazwisko znajdujące się w artykule pochodzi z Herbarza polskiego, Tadeusza Gajla. Występowanie danego nazwiska w artykule nie musi oznaczać, że konkretna rodzina pieczętowała się herbem Rakoczy. Często te same nazwiska są własnością wielu rodzin reprezentujących wszystkie stany dawnej Rzeczypospolitej, tj. chłopów, mieszczan, szlachtę. Herb Rakoczy jest herbem własnym, wiec do jego używania uprawniona jest zaledwie jedna rodzina: Rakoczowie.